# Miroirs (Ravel)
Pour les articles homonymes, voir Miroir (homonymie).
 (août 2024).
Si vous disposez d'ouvrages ou d'articles de référence ou si vous connaissez des sites web de qualité traitant du thème abordé ici, merci de compléter l'article en donnant les références utiles à sa vérifiabilité et en les liant à la section « Notes et références ».
Les Miroirs sont cinq pièces pour piano de Maurice Ravel composées entre 1904 et 1906, dont deux furent plus tard orchestrées par le compositeur (Une barque sur l'océan, 1906, et Alborada del gracioso, 1919). L'œuvre fut jouée pour la première fois par Ricardo Viñes le 6 janvier 1906 à la Salle Érard pour la Société nationale. L'œuvre a été éditée en 1906 par Demets.
L'intention de Ravel était de montrer les images visuelles et les ambiances de cinq personnages différents se regardant chacun dans un miroir. Elles participent du style impressionniste de Ravel, ce qui justifia le titre de ce recueil, citant Shakespeare : « La vue ne se connaît pas elle-même avant d'avoir voyagé et rencontré un miroir où elle peut se reconnaître. » (Jules César, acte I, scène 2)
L'œuvre porte la référence M.43, dans le catalogue des œuvres du compositeur établi par le musicologue Marcel Marnat.

## Analyse
Miroirs comporte cinq pièces. Chacune d’entre elles est dédiée à un membre du cercle des Apaches.

### I.Noctuelles
La première pièce est dédiée à Léon-Paul Fargue.
Ce mouvement très expressif débute par des séries chromatiques de milieu de clavier qui évoquent le vol des papillons (les noctuelles sont des papillons de nuit). La section centrale est plus calme avec des mélodies plus sombres, reflet de l'atmosphère nocturne du morceau.

### II.Oiseaux tristes
La deuxième pièce est dédiée à Ricardo Viñes.
Ce 2e mouvement, le plus court du recueil, débute par l'évocation d'un oiseau solitaire sifflant un air triste, après quoi d'autres se joignent à lui en une véritable polyphonie d'oiseaux. La section centrale, très colorée harmoniquement, est plus exubérante, et se poursuit par une cadence solennelle qui ramène l'humeur mélancolique du début, comme si tous ces oiseaux chantaient, chacun de son côté, leur propre solitude. Ravel considérait ce morceau comme le plus significatif et déclarait qu'il avait voulu évoquer « des oiseaux perdus dans une sombre forêt aux heures les plus chaudes de l'été ».

### III.Une barque sur l'océan
La troisième pièce est dédiée à Paul Sordes (peintre, membre du groupe des Apaches).
Elle évoque un bateau naviguant sur les vagues de l'océan. Les sections en arpèges et un ondoiement continuel d'attractions tonales imitent le flux des courants océaniques. C'est le plus long morceau du cycle.

### IV.Alborada del gracioso(Aubade du bouffon)
La quatrième pièce, Alborada del gracioso, est dédiée à Michel Dimitri Calvocoressi (écrivain, auteur du texte des Cinq mélodies populaires grecques de Ravel).
L'Alborada est une pièce techniquement très difficile, sorte de caricature savante de l'ibérisme traditionnel, qui intègre des thèmes musicaux espagnols dans des mélodies complexes.

### V.La vallée des cloches
La cinquième pièce est dédiée à Maurice Delage (le premier élève de Ravel).
Cette dernière pièce, qui baigne dans un climat de rêverie à la fois mystique et voluptueux, évoque les sons et les échos de différentes cloches à travers une utilisation subtile des harmonies sonores.

## Explications du compositeur
« Les Miroirs forment un recueil de pièces pour le piano qui marquent dans mon évolution harmonique un changement assez considérable pour avoir décontenancé les musiciens les plus accoutumés jusqu'alors à ma manière. […] Le titre des Miroirs a autorisé mes critiques à compter ce recueil parmi les ouvrages qui participent du mouvement dit impressionniste. Je n'y contredis point, si l'on entend parler par analogie. Analogie assez fugitive d'ailleurs, puisque l'impressionnisme ne semble avoir aucun sens précis en dehors de la peinture. Ce mot de miroir en tout état de cause ne doit pas laisser supposer chez moi la volonté d'affirmer une théorie subjectiviste de l'art. »

— Ravel, Esquisse autobiographique, 1928

## Discographie sélective
- Maurice Ravel, 1922 (pour Aeolian Duo-Art piano mécanique)
- Jacques Février, 1942
- Walter Gieseking, 1950
- Marcelle Meyer, 1954
- Vlado Perlemuter, 1955 et 1973
- Sviatoslav Richter, live 1965 et 1994
- Samson François, 1967
- Jean-Philippe Collard, 1979
- André Laplante, 1994
- Alain Neveux, 1997[1]
- Alexandre Tharaud, 2003
- Louis Lortie, 2003 (Chandos)[2]
- Abbey Simon, 2007[2]
- Pierre-Laurent Aimard, 2010[3]
- Steven Osborne, 2011[4]
- Jean-Efflam Bavouzet, 2012
- Bertrand Chamayou, 2016
- Beatrice Rana, 2019[5],[6]